# هارولد بوتون
هارولد بوتون (انگلیسی: Harold Booton; ۲ مارس ۱۹۰۶ – ۲۲ اکتبر ۱۹۷۶) بازیکن فوتبال اهل بریتانیا بود.
از باشگاه‌هایی که در آن بازی کرده‌است می‌توان به باشگاه فوتبال آترستون تاون، باشگاه فوتبال لوتون تاون، و باشگاه فوتبال بیرمنگام سیتی اشاره کرد.